# M/S Nordanvind

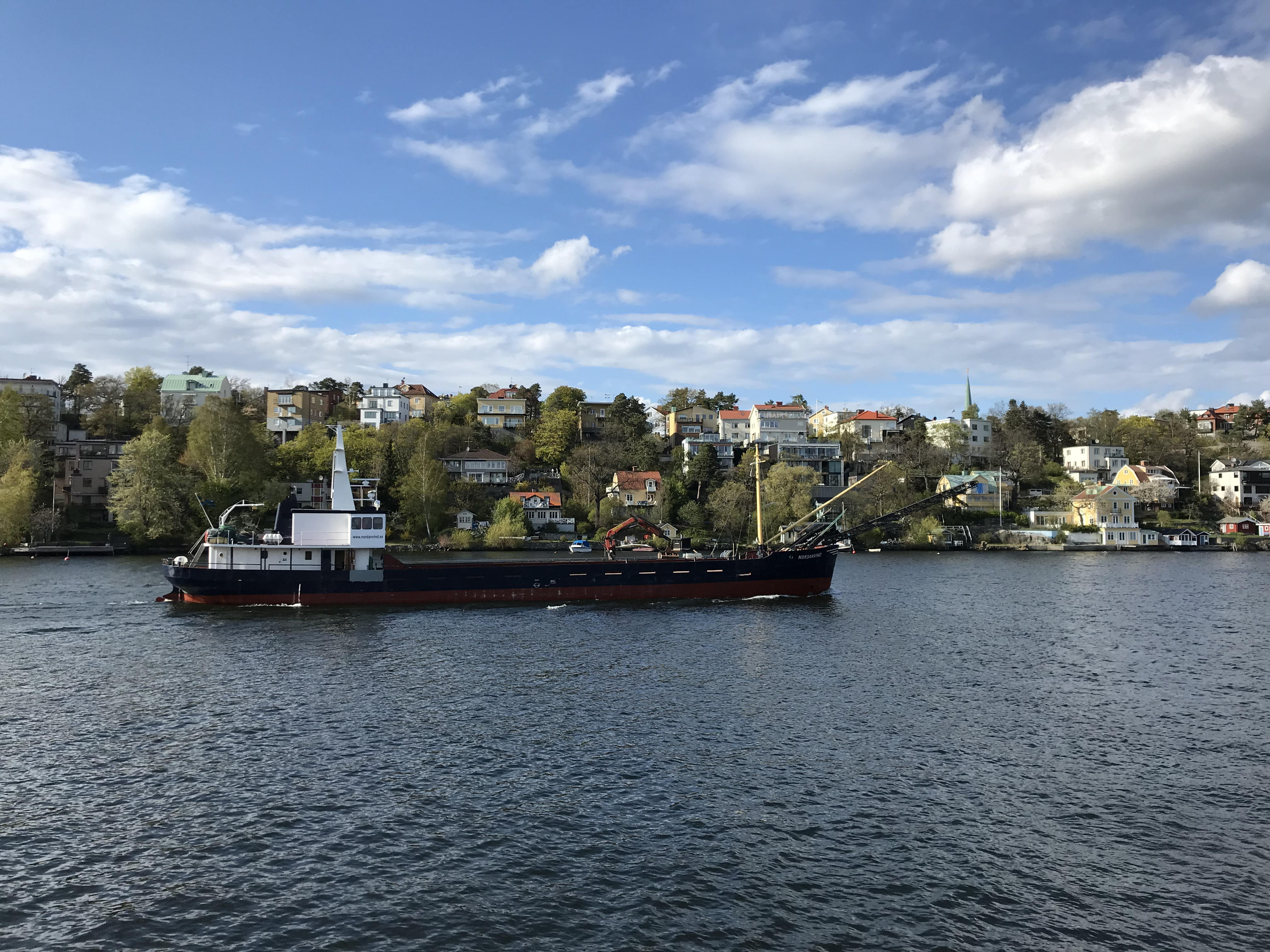
Nordanvind på Essingesundet i maj 2019, med Stora Essingen i bakgrunden.

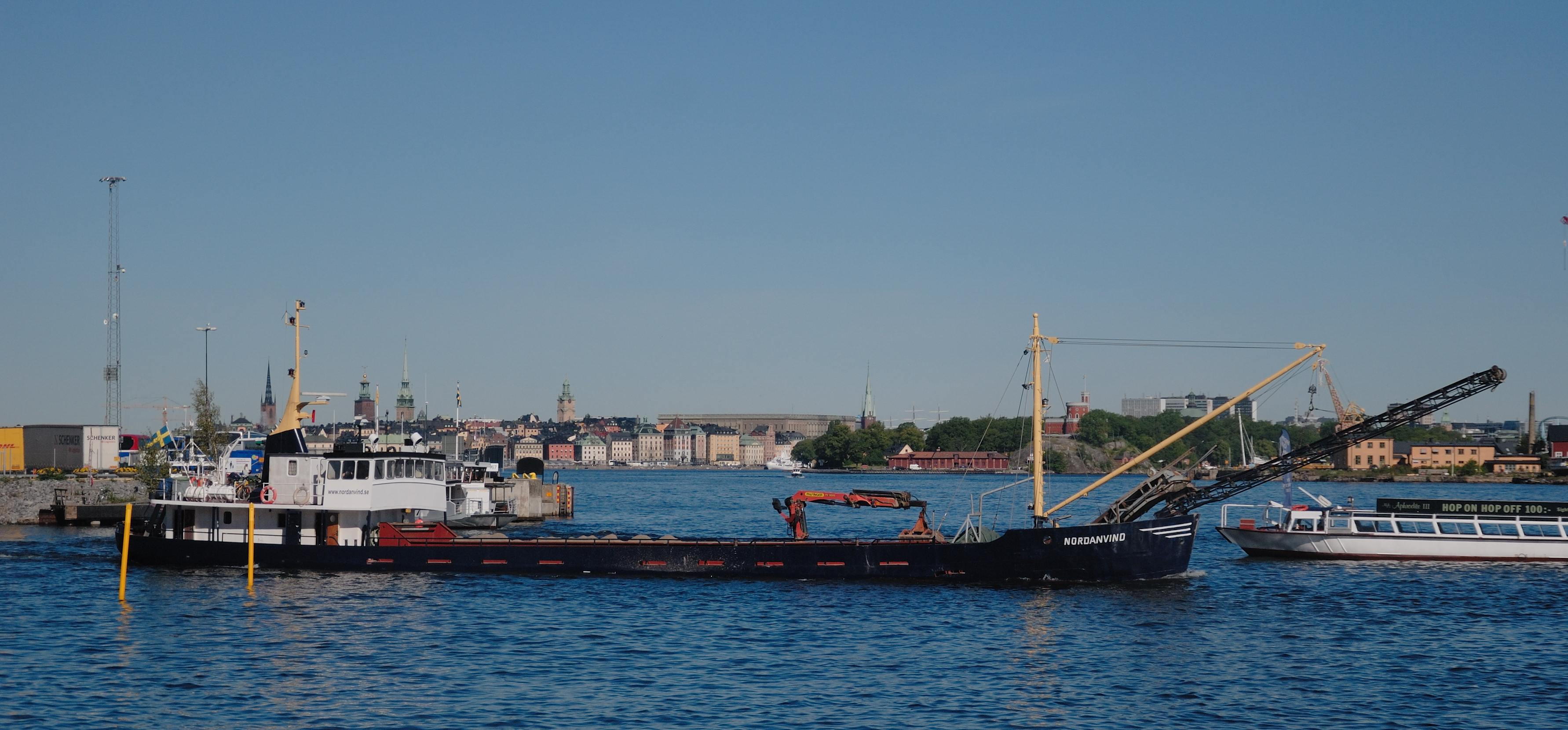
Nordanvind vid Hammarbyledens utlopp i Saltsjön, juni 2011.

M/S Nordanvind är ett svenskt lastfartyg byggt 1894 på Bergsunds Mekaniska Verkstad i Stockholm. Hon konstruerades ursprungligen som hjulångare och fick namnet Haparanda. Hon är den senast byggda hjulångaren i Sverige.
Hjulångaren byggdes ursprungligen åt Ångfartygsföreningens AB för trafik mellan Luleå och Haparanda. Hon hade ett djupgående på endast en meter för att kunna gå upp för Torne älv och var försedd med en vedeldad ångmaskin som gav henne en fart på 11,5 knop.
Haparanda såldes till Trafik AB Haparanda år 1910 och när rederiet lade ned verksamheten 1930 lades hon upp vid Seskarö. Tre år senare såldes hon till Finland för att bli pråm, men byggdes år 1936 om till ett propellerdrivet lastmotorfartyg med namnet Kajava. År 1950 såldes Kajava till Kalix och blev åter svenskregistrerad under namnet Trollö.
Lastfartyget förlängdes år 1983 på Kummelnäs varv. Sedan fartyget köptes av Westerbergs Grus AB har hon använts för transport av sand och grus i främst Stockholms skärgård och Mälaren.